# Welthauptstadt Germania
Pour les articles homonymes, voir Germania.

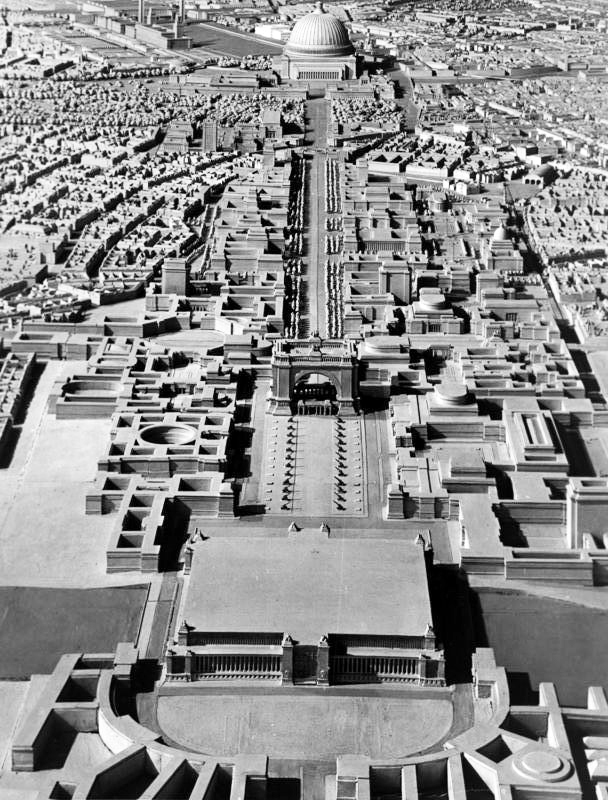
Maquette d'ensemble de Germania datant de 1939 et conservée depuis au Deutsches Bundesarchiv. On aperçoit au premier plan la gare du Sud, et en perspective l'arc de Triomphe, la grande avenue et le Grand Dôme ou halle du Peuple.

Welthauptstadt Germania (« Capitale mondiale Germania ») était le projet hitlérien de construction d'une capitale monumentale pour le Troisième Reich en lieu et place de Berlin. Inspirée par ce qui pouvait exister dans d'autres capitales mais à des dimensions nettement plus grandes et conçue par Albert Speer, elle devait être construite une fois que l'Allemagne aurait remporté la Seconde Guerre mondiale.

## Nom
Le nom réel du projet et à ce titre utilisé par ceux qui ont participé à son élaboration était : Gesamtbauplan für die Reichshauptstadt (Plan d'ensemble de construction pour la capitale du Reich).
L'idée de donner à Berlin le nom de Germania apparaît dans un propos de table du 8 juin 1942 relevé par Henry Picker : Hitler souhaitant réunir les peuples germaniques au sein du Reich, il exprima le désir de donner à la capitale et centre de gravité de ce nouvel ensemble germanique le nom de Germania.
Quant à l'expression Welthauptstadt (capitale du monde ou capitale mondiale), elle apparaît dans des propos tenus par Hitler dans la nuit du 11 au 12 mars 1942 dans lesquels il expliqua que Berlin, dans le futur, ne pourrait être comparé qu'aux cités de l'Ancienne Égypte, à Babylone ou à Rome, et non à Londres et Paris, mais cette formule n'y est pas associée à Germania.

## But du projet
Adolf Hitler était convaincu de l’importance de la culture dans la création d’un empire pérenne. La réalisation de travaux gigantesques aurait aussi inscrit l’Allemagne dans l’histoire. La reconstruction de Berlin faisait partie de sa vision pour le futur de l’Allemagne après la victoire programmée dans la Seconde Guerre mondiale. Hitler connaissait sur plan de nombreux édifices étrangers des différentes capitales du monde, spécialement Paris et Vienne. Il souhaitait voir Berlin dotée de tels édifices, mais en plus grand et selon une esthétique propre. Berlin devait posséder de grands bâtiments emblématiques témoignant de la puissance de l'Allemagne et reflétant la vision du monde national-socialiste. De ce point de vue, des bâtiments politiques, militaires, administratifs et économiques étaient prévus, mais en revanche aucun bâtiment religieux chrétien,.
Évoquant l'un des principaux bâtiments de Germania, le futur palais du Führer, Hitler justifia le caractère grandiose du projet par des motivations politiques, à savoir donner à ses successeurs les moyens d'une grande politique en dépit des faiblesses personnelles prévisibles de certains d'entre eux ; lui-même n'avait pas besoin d'un tel apparat, mais il serait en revanche utile aux führers des temps futurs. Il affirma ainsi à son architecte : « Ceux qui me succéderont un jour, ceux-là auront bien besoin d'un tel apparat. Pour beaucoup d'entre eux, ce sera la seule façon de se maintenir. On ne saurait croire le pouvoir qu'acquiert sur ses contemporains un petit esprit quand il peut profiter d'une telle mise en scène. De tels lieux, quand ils seront empreints d'un passé historique, élèvent même un successeur sans envergure à un rang historique. Voyez-vous, c'est la raison pour laquelle nous devons construire tout cela de mon vivant ; afin que j'aie vécu là et que mon esprit confère une tradition à cet édifice ».
Hitler justifia enfin ses projets architecturaux par la volonté de doter le régime de ses propres bâtiments ; il trouvait absurde et indigne que les gouvernements républicains s'installent dans d'anciennes résidences princières, royales ou impériales et ne construisent pas de nouveaux bâtiments. Ainsi, à Berlin, la présidence de la République avait été installée dans l'ancienne résidence du maréchal de cour,.

## Organisation et financement du projet
Hitler demanda que parût un décret conférant à Albert Speer des pouvoirs très étendus et le plaçant directement sous ses ordres, sans qu'il n'eût de compte à rendre au maire et au gauleiter de Berlin. Albert Speer, « le premier architecte du Troisième Reich » selon Hitler fut nommé « Inspecteur général de la Construction » (Generalbauinspektor ou GBI, initiales désignant aussi l'organisme dirigé par Speer) chargé de la transformation de la capitale du Reich. Speer demanda à traiter cette commande comme architecte indépendant et non comme fonctionnaire.
Albert Speer constitua un petit groupe de collaborateurs rassemblés dans plusieurs services : une agence de planification chargée de l'aménagement de la ville, le bureau central traitant des questions financières, juridiques et administratives et l'Office général de la Construction, gérant la voirie, assurant les travaux de démolition, entretenant les relations avec les entreprises en bâtiment. Il fit appel aux architectes qu'il considérait comme les meilleurs d'Allemagne : Paul Bonatz, Wilhelm Kreis, German Bestelmeyer, Peter Behrens, pourtant très mal vu par certains cercles nationaux-socialistes en raison de son radicalisme et qui fut néanmoins accepté par Hitler. Comme sculpteurs, Albert Speer fit appel à Josef Thorak et Arno Breker.
Albert Speer promit à Adolf Hitler que les travaux seraient terminés en 1950. Il évalua le coût de l'opération à une somme comprise entre 4 et 6 milliards de Reichsmarks ; cette somme ne lui paraissant pas utopique, car 500 millions de Reichsmarks par an représentaient un vingt-cinquième du volume total des dépenses de construction en Allemagne à l'époque. Ces 500 millions à trouver chaque année devaient être prélevés non sur une seule ligne budgétaire, mais sur un nombre maximal de budgets : chaque service public devait participer à l'effort collectif ; selon Hitler, à l'origine de cette astuce, ainsi répartie, la dépense devait passer inaperçue et les recettes à venir provenant des droits d'entrée des visiteurs du monde entier devaient permettre d'amortir les frais de construction rapidement.

## Sources d'inspiration
La grande avenue devait rappeler Paris et les Champs-Élysées ; cette évocation est confirmée par le fait que Hitler ait demandé à Speer que l'avenue soit plus large que l'avenue parisienne d'au moins 20 mètres,, celle-ci mesurant 100 mètres de large. De même, l'Arc de Triomphe rappelle celui de la place de l'Étoile. Hitler qualifiait Paris de plus belle ville du monde et souhaitait la surpasser.
Hitler qualifiait Haussmann de plus grand urbaniste de tous les temps et il espérait qu'Albert Speer le dépasserait.
Dans sa version définitive, la configuration de la grande avenue nord-sud ressemble davantage au Ring de Vienne et rappelle aussi à bien des égards la partie est de Unter den Linden, notamment le tronçon comportant des théâtres et des ministères.
La Grande Halle du Peuple ou Grand Dôme devait rappeler le Capitole de Washington et Saint Pierre de Rome, tout en les surpassant.
Par ailleurs, Albert Speer rapporte qu'Hitler souhaitait que les conceptions du Moyen Âge guidassent la définition des dimensions de la Halle du Peuple. Il proposait à son architecte de reprendre le rapport entre la dimension de la cathédrale d'Ulm et la population de cette ville au Moyen Âge pour déterminer le nombre de personnes que devait accueillir le Grand Dôme.

## Le projet
Le projet prévoyait une réorganisation totale de la ville autour de deux axes : Nord-Sud (Nord-Süd-Achse) et Est-Ouest (Ost-West-Achse), aussi bien sur le plan de l'architecture que de l'urbanisme. Une grande restructuration ferroviaire était prévue.

### Les bâtiments de la place Adolf Hitler
La grande avenue centrale tracée selon un axe nord-sud se terminait par la Königs platz, agrandie et qui devait être rebaptisée Adolf-Hitler-Platz,. Celle-ci devait comporter les bâtiments du pouvoir central et militaire : la chancellerie du Reich, avec les appartements privés d'Hitler, le Reichstag, l'OKW et surtout la Halle du Peuple. Hitler souhaitait faire de cette place une forteresse imprenable en cas de révolte : toutes les fenêtres de la place devaient être munies de lourds volets blindés en acier, les portes devaient être en acier et l'unique accès à la place devait être fermé par une lourde grille de fonte.

#### Au nord: la grande Halle du Peuple

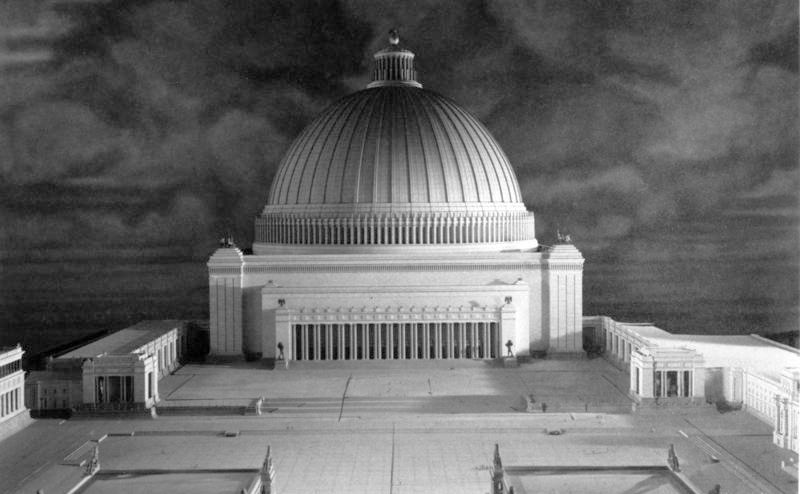
Maquette de la halle du Peuple.

À l’extrémité nord de la place, Speer projetait de construire un énorme bâtiment surmonté d'une coupole de courbure légèrement parabolique : la Volkshalle ou « Halle du Peuple ». Le dôme du bâtiment aurait été très grand, seize fois plus grand que le dôme de la basilique Saint-Pierre de Rome. Sa coupole devait reposer sur un socle carré de 315 mètres de côté et sa hauteur totale de 290 mètres. La grande salle de réunion devait accueillir 150 000 personnes.
À certains égards, ce bâtiment s'inspirait du Panthéon de Rome : la Halle du Peuple devait avoir une ouverture circulaire pour laisser passer la lumière, mais cette ouverture avait un diamètre de 46 mètres, dépassant ainsi celui de toute la coupole du panthéon de Rome (43 mètres) et du dôme de Saint-Pierre de Rome (44 mètres).
L'intérieur du bâtiment devait être simple d'aspect : entourant un plan circulaire de 140 mètres de diamètre, des tribunes s'élevaient sur trois rangs jusqu'à une hauteur de 30 mètres ; 100 piliers rectangulaires en marbre de 24 mètres de haut formaient une couronne interrompue, du côté opposé à l'entrée, par une niche haute de 50 mètres et large de 28, dont le fond devait être recouvert d'une mosaïque d'or et devant laquelle, sur un socle de 14 mètres de haut se dressait un aigle doré tenant dans ses serres la croix gammée entourée de feuilles de chêne. Cet aigle était le but de l'avenue ; en dessous, se trouvait la place du Führer qui, de là, adresserait ses messages au peuple du futur Reich.
Le Dôme aurait eu une coloration verte, car il aurait été couvert de plaques de cuivre platiné et il aurait été surmonté d'une lanterne vitrée de 40 mètres de haut, réalisée dans une construction métallique légère. Au-dessus de cette lanterne, se trouvait un aigle tenant une croix gammée que Hitler fit remplacer par un globe terrestre.
La masse du dôme aurait été soutenue par une rangée continue de piliers hauts de 20 mètres. Une frise, quatre piliers cannelés en faisceau aux quatre coins et un portique à colonnes avançant sur la place en vue de souligner le caractère gigantesque du bâtiment. Ce portique devait être flanqué de deux statues de 15 mètres : Hitler choisit pour l'une Atlas soutenant la voûte céleste, pour l'autre Tellus portant le globe.
Du point de vue technique, selon Speer, couvrir d'une voûte une enceinte de 250 mètres ne posait pas de problème : les constructeurs de ponts des années 1930 n'avaient pas de difficulté à réaliser des constructions comparables en béton armé et impeccables du point de vue statique. Albert Speer aurait aimé éviter le recours à l'acier, mais Hitler s'y opposa et Speer rallia son point de vue.
Le conseiller des questions de protection aérienne du ministère de l'Air, le conseiller ministériel Knipfer, alerta en vain sur le danger que représentait le Dôme qui ne manquerait pas d'être un point de repère idéal sortant des basses couches de nuages pour les escadrilles ennemies visant le centre politique de la capitale du Reich,.
Hitler voulait se présenter à la foule dans un édifice quasi-sacré symbolisant la communauté du peuple allemand. Mais l'idée de manifester la cristallisation du sentiment populaire, par le biais d'un édifice central propice au rassemblement n'était pas une idée nouvelle du national-socialisme : elle a été fréquemment invoquée dans les débats de l'architecture utopiste après la Première Guerre mondiale : les exemples les plus connus des années 1920 sont le Stadtkrone de Bruno Taut et la Zukunftskathedrale des Sozialismes dont Walter Gropius dans son premier manifeste du Bauhaus. De même, les architectes utopistes des Lumières avaient imaginé des lieux de rassemblement communautaires manifestant l'union des citoyens : ainsi, Klaus Lankheit mentionne dans son ouvrage Der Tempel der Vernunft (le Temple de la Raison), que la coupole d'un monument conçu vers 1793 par Étienne-Louis Boullée, à la gloire de la "Raison" chère à la Révolution française, avait un diamètre de 260 mètres.
Le grand dôme fut conçu par l'agence personnelle d'Albert Speer. Ce dernier devait s'inspirer d'un bâtiment à coupole dessiné par Hitler en 1925. Ce dessin a inspiré Speer, mais les proportions d'origine n'ont pu être respectées. Albert Speer conçut de multiples versions du projet. La maquette définitive date de 1939 et propose un bâtiment beaucoup plus richement décoré : au lieu d'être lisse et de dresser une silhouette sobre, les murs sont entièrement sculptés ; les angles en saillie comportent quatre pilastres en avancée ; au-dessus des colonnes, il y a de vastes réceptacles en bronze.
Le socle de la Grande Halle devait être en granit massif, et la coupole, d'acier et de béton, devait être décorée de cuivres patinés. Un aigle tenant le globe terrestre (en 1939, Hitler avait demandé que celui-ci remplaçât la croix gammée) dans ses serres devait surmonter le grand lanterneau d'acier et de béton.
La Spree aurait été élargie jusqu'à constituer un vaste plan d'eau de part et d'autre du Grand Dôme.

#### À l'ouest: nouvelle chancellerie et palais du Führer
Sur la partie ouest de la place Adolf Hitler, Speer devait réaliser une nouvelle chancellerie (1 200 000 m3) ainsi que le palais du Führer (1 900 000 m3) comprenant les appartements privés d'Hitler. L'ensemble incluait cours ceintes de colonnades, grandes salles, vastes escaliers, longs corridors, théâtre de 400 places et splendides jardins agrémentés de fontaines et d'une palmeraie. De même étaient prévus dans ce palais de deux millions de mètres carrés, :
- huit salles gigantesques pour les réceptions de gala ;
- les appartements privés d'Hitler d'où il devait pouvoir accéder au Grand Dôme ;
- le cabinet de travail occupant le centre du bâtiment ;
- la voie d'accès des diplomates longue d'un demi-kilomètre en vue de les impressionner.

La façade sur la place Adolf Hitler comportait au rez-de-chaussée des colonnes géminées et en arrière-plan des peintures murales et des mosaïques. La partie centrale devait être dominée par un grand attique, orné des bas-reliefs.
La façade comportait un grand portail d'entrée en fer et une porte ouvrant sur un balcon situé à 14 mètres de hauteur d'où Hitler aurait pu se montrer à la foule.

#### Au sud: OKW et aile de la nouvelle chancellerie
La partie sud de la place est bordée par le siège de l'OKW (Oberkommando der Wehrmacht ou « Haut-commandement de la Wehrmacht ») et l'aile d'entrée de la chancellerie du Reich, entre lesquels passe la Grande avenue lorsqu'elle débouche sur la place. La partie centrale de ces deux édifices est en forme de tour. Les murs latéraux sont percés d'une série de fenêtres entre lesquelles se dressent deux colonnes cannelées en pierre, de couleur foncée.

#### À l'est: le Reichstag
La partie Est de la place devait être occupée par le Reichstag historique qui aurait été complété par de nouveaux bâtiments reliés à l'OKW d'une part, et au Grand Dôme d'autre part. Hitler s'opposa à la destruction du bâtiment que lui avait proposé Speer, car le bâtiment de Paul Wallot lui plaisait et il souhaitait transformer la salle des séances en une bibliothèque ; il prévoyait de construire une nouvelle salle des séances pour 1200 députés, ce qui laisse supposer qu'il prévoyait que l'Allemagne eût une population d'au moins 140 millions d'habitants, car Hitler ne voulait pas abandonner la règle de 60 200 voix par député, héritée de la République de Weimar et en vigueur en 1933,.

### Le grand bassin et ses bâtiments
Au nord du Grand Dôme devait être aménagé un grand bassin. Celui-ci devait faire 1 100 mètres de long sur 350 mètres de large. Ce plan d'eau ne devait pas être relié à la Spree dont les eaux étaient polluées. Speer, ancien adepte des sports nautiques, voulait que le bassin offrît une eau claire aux nageurs. Des vestiaires, des hangars pour les canots et des terrasses ensoleillées devaient entourer cette vaste baignade. La nature marécageuse du terrain qui empêchait que l'on y construisît des bâtiments est à l'origine du projet de grand bassin.
Il devait être entouré par différents bâtiments :
- à l'ouest, la mairie de Berlin, dessinée par l'architecte munichois German Bestelmeyer, présentant une longue façade de 450 mètres, brisée par un vaste corps principal flanqué de deux tours et de deux ailes ; la mairie de Berlin devait être entourée respectivement par l'immeuble du Haut-Commandement de la Marine (320 mètres de long), conçu par Paul Bonatz et celui du Polizeipräsidium, la préfecture de police (280 mètres de long)[32] ;
- à l'est, face à la mairie, devaient se trouver les bâtiments de la future Académie de la Guerre ;
- au nord, une nouvelle grande gare située sur la Scharnhorststrasse.

### L'extrémité nord de la Grande Avenue: Bureau du Reichsmarschall, Mémorial du Soldat et OKH
- À l'est de l'extrémité nord de la grande avenue, le bureau du Reichsmarschall Goering fut conçu par Speer. Il rappelle le palais Pitti de Florence[33]. Le motif principal de la façade est constitué par des encadrements de fenêtres massifs faits de colonnes et d'architraves. Les autres façades sont plus sobres. La partie la plus remarquable de l'intérieur de cet édifice est une grande cage d'escalier de quatre étages, traitée de manière baroque. Le palais du Maréchal du Reich, avec sa façade de 240 mètres, était relié par une aile de même dimension au jardin zoologique et comprenant des salles de réception et les appartements privés de Göring[34]. Invoquant des raisons de défense aérienne, Albert Speer prévoyait de recouvrir le bâtiment d'une couche de terre végétale de quatre mètres, de façon que même des grands arbres puissent y prendre racine : ainsi aurait été créé, à 40 mètres au-dessus du Jardin zoologique, un parc d'une surface 11 800 mètres carrés, agrémenté de jets d'eau, de bassins, de colonnades, de pergolas, de coin buffet, une piscine et un théâtre d'été pouvant accueillir 250 spectateurs[35]. Sans les caves, cet édifice aurait eu un volume de 580 000 mètres cubes contre 400 000 pour la Neue Reichskanzlei qu'Hitler prévoyait cependant de confier à Rudolf Hess pour un nouveau bâtiment.
- À l'ouest de l'extrémité nord de la grande avenue, Wilhelm Kreis dessina le Mémorial du Soldat. L'intérieur de ce grand édifice est conçu comme un seul grand hall orné de voûtes en berceau, avec une crypte comportant de grosses voûtes d'arêtes. Cet édifice devait servir de hall de commémoration et de salle de trophées[36]. On devait ainsi y exposer le wagon de chemin de fer dans lequel furent signés la capitulation allemande de 1918 et l'armistice avec la France en 1940 ; la crypte devait servir de panthéon et abriter les grands généraux de l'époque et du passé ; il était aussi prévu d'y transférer les ossements de Frédéric II.
- Derrière le Mémorial du Soldat, se trouvait le Haut-Commandement de l'Armée de terre (Oberkommando des Heeres ou OKH). La partie centrale est constituée par un gratte-ciel entouré de quatre blocs reliés par deux petits édifices en forme de temple. Les façades de ce bâtiment de style classique devaient être habillées de pierre. À l'ouest de l'OKH auraient été construites des ambassades destinées à remplacer celles démolies lors de l'aménagement de la Grande Avenue.

### La Grande Avenue, du Rond-Point à l'Arc de Triomphe
- Après les bâtiments de l'extrémité nord se trouvait un rond-point dont les bâtiments devaient être architecturalement sobres[37] et dont le rez-de-chaussée était constitué d'arcades. Il était prévu d'aménager une fontaine au centre de la place. Deux grands édifices étaient prévus sur ce rond-point : la Allianzversicherung (grande compagnie d'assurance allemande) et la Maison du Tourisme. Un grand cinéma d'exclusivité, la Maison des Artistes allemands ainsi qu'une caserne d'officiers y étaient projetés[38].
- Au sud du rond-point, les rues étaient bordées d'hôtels, de bureaux et de magasins. À l'ouest de la Grande Avenue, entre les immeubles Agfa et AEG, Cäsar Pinnau devait édifier un gigantesque hôtel. Le groupe Hermann-Göring devait avoir son siège en face du bâtiment AEG. Les magasins étaient tous identiques. Les architectes étaient freinés dans leur imagination : les immeubles devaient avoir cinq étages sous corniche, et être surmontés d'un attique. Les façades, toujours symétriques et le plus souvent discrètement soulignées au centre, étaient composées d'un rez-de-chaussée largement vitré et d'un premier étage plus noble orné de chambrelans soignés et de plus grandes fenêtres.

Il était prévu d'aménager sur l'avenue onze grands ministères au sud de l'avenue ; l'aspect monumental devait dominer jusqu'à la partie médiane de l'avenue, au-delà les commerces et les distractions devaient prédominer jusqu'au rond-point. En effet, afin de ne pas construire uniquement des bâtiments publics qui auraient pu donner une absence de vie à la Grande Avenue, Speer avait prévu de réserver les deux tiers de sa longueur à des constructions privées et Hitler l'aida à annihiler les tentatives de l'administration pour évincer les immeubles commerciaux. Ainsi, il était prévu de construire un nouvel opéra, une nouvelle salle de concert, un palais des congrès appelé « Maison des nations », des music-halls, un hôtel de 21 étages et de 1 500 lits, des restaurants de luxe, une piscine couverte de style romain ayant les dimensions des thermes de l'époque impériale romaine, tout cela pour donner une animation digne d'une grande ville à l'avenue.

### L'extrémité sud de la Grande Avenue: Arc de Triomphe et gare du Sud
- À l’extrémité sud de l’avenue, une voûte inspirée de l’Arc de triomphe à Paris en beaucoup plus grand, 117 mètres de hauteur (son ouverture aurait pu contenir le premier dont la hauteur est de 50 mètres) sur 170 mètres de long et 117 de large[42]. Cet Arc de Triomphe aurait été construit selon des plans inspirés par une esquisse dessinée par Hitler au milieu des années 1920. Le début de la Seconde Guerre mondiale en 1939 a fait remettre la décision de la construction à plus tard après la guerre dans le but d’économiser les matériaux stratégiques.
- La gare du Sud fut conçue par Speer. C'était un des bâtiments qu'il fallait construire, car la restructuration de la ville ne pouvait se réaliser sans résoudre le problème ferroviaire. La gare était constituée d'un seul bâtiment rectangulaire situé sur une vaste place. Les façades sont composées de grands panneaux vitrés, de forme carrée, alternant avec des colonnes massives. Les autres pans de la façade sont vitrés ; en avant de la façade, s'élève une série de colonnes doriques. La gare du Sud devait être composée de quatre niveaux superposés, reliés entre eux par des escaliers roulants et des ascenseurs : cette gare devait surpasser le Grand Central Terminal de New York[43]. La gare du Sud était le seul bâtiment construit avec des matériaux modernes, tels le verre et le métal. Hitler pensait que la technique moderne devait être mise en œuvre, non seulement dans le processus de réalisation de la gare, mais qu'elle pouvait et devait dicter sa forme. Dans la conception architecturale dominant à l'époque nationale-socialiste, le style d'une construction est indissociable de sa fonction[44]. Selon Speer, Adolf Hitler pouvait s'enthousiasmer pour une construction de type moderne en verre et acier, à condition qu'il ne s'agisse pas d'un édifice public[45].
- La place de la gare, longue de 1 000 mètres et large de 330 mètres, devait être, selon la volonté d'Hitler, bordée d'armes prises à l'ennemi, à l'instar de l'allée des Béliers entre Karnak et Louxor[41].

### Restructuration des transports de Berlin

#### Restructuration des chemins de fer
Albert Speer vit dans les projets de Hitler la possibilité de réorganiser le réseau ferroviaire de la capitale. Il proposa d'adjoindre deux voies supplémentaires pour augmenter la capacité du chemin de fer de ceinture qui pourrait absorber le trafic des grandes lignes. Sur cette ligne de ceinture, deux grandes gares de transit, l'une au nord, l'autre au sud, auraient été construites en remplacement des nombreuses têtes de ligne (gares de Lehrte, d'Anhalt, de Potsdam) devenues inutiles. La suppression de ces gares permettait la libération d'une zone habitable par près de 400 000 personnes et d'agrandir encore la grande avenue nord-sud.

#### Nouvel axe est-ouest et autoroute périphérique
Ayant établi un grand axe nord-sud, il fut imaginé d'utiliser la voie de dégagement existant à l'ouest, la Heerstrasse, large de 60 mètres pour la prolonger vers l'Est. Tout comme l'axe nord-sud, cet axe est-ouest aurait abouté à une autoroute périphérique. De nouvelles zones d'habitation auraient ainsi pu être aménagées à l'est de Berlin, qui aurait permis de doubler sa population tout en en assainissant le centre.
La croix axiale formée par les axes nord-sud et est-ouest devait être complétée par cinq boulevards circulaires et dix-sept voies de dégagement d'une largeur de 60 mètres. La liaison entre la croix axiale et une partie des circulaires devait être assurée par des trains souterrains rapides, selon un schéma radio-concentrique, de façon à soulager le réseau routier urbain.

#### Nouveaux aéroports
De l'autre côté de l'autoroute périphérique, aux quatre extrémités de la croix axiale, un terrain était réservé à un aéroport. Le lac de Rangsdorf devait servir aux hydravions. L'aéroport de Tempelhof devait être désaffecté et transformé en parc d'attractions sur le modèle du Tivoli de Copenhague.

### L'Île des Musées
Sur l'île de la Spree, au début du XIXe siècle, fut construit un ensemble de musées, mais ces musées étaient trop petits et la répartition des collections dans les édifices n'était pas logique.

#### Les musées de la rive nord
Sur la rive nord de la Spree, il était prévu d'édifier le Musée du XIXe siècle, celui conservant les collections d'Égypte et du Proche-Orient et le Musée germanique. Les musées situés sur la rive nord furent dessinés par Wilhelm Kreis. L'architecte intégrait ces trois édifices dans un ensemble architectural qui s'harmonisait avec le Kaiser-Friedrich Museum, sis à la pointe de l'Île des Musées. Ces musées étaient de styles très différents.
- Le musée du XIXe siècle présente une façade aveugle du côté de la Spree et des arcades sur le rez-de-chaussée. Le centre est marqué par un grand portail, surmonté d'un attique. À l'extrémité du bâtiment se trouve une tour d'angle. Ce bâtiment s'inspire de l'hôtel de ville de Stockholm construit par Ragnar Ostberg en 1923.
- Le plus grand musée est celui qui abrite les collections d'Égypte et du Proche-Orient. Il est organisé symétriquement autour d'une grande cour à laquelle on accède par un perron et une colonnade. Deux tours plus élevées et en saillie constituent le motif principal de la façade. D'après les photos de la maquette, la façade devait être polychrome. Ce bâtiment est apparenté à celui de GeSoLei de Düsseldorf[50].
- Le Musée germanique devait, lui, être doté d'un style classique dorique.

#### Les musées de la rive sud
Sur la rive sud de la Spree, devait être installé le Musée d'Ethnologie. Long de 275 mètres, il devait relier la gare de la Friedrichstrasse au Kaiser-Friedrich Museum. Les plans de cet édifice avaient été élaborés par Hans Dustmann. Ce grand bâtiment était rectangulaire et se composait d'une partie centrale surélevée et de deux cours intérieures. Le rez-de-chaussée était constitué d'une colonnade de style dorique.
Toujours sur la rive sud, Wilhelm Kreis devait aussi agrandir l'Arsenal de Kupfergraben. Ce bâtiment très en longueur devait être encadré par deux ailes basses transversales, légèrement plus basses. Le toit devait être orné de canons placés dans les angles de l'édifice. La base biseautée et le traitement par bossage sont inspirés du style des fortifications et révèlent la fonction de ce bâtiment.

### La Hochschulstadt
À l'extrémité ouest de l'axe est-ouest, le projet prévoyait un ensemble d'écoles supérieures, la Hochschulstadt, qui une fois terminée comprendrait toutes les sections nécessaires à une École Supérieure d'Enseignement Technique et à une clinique universitaire.
À l'ouest de cette Hochschulstadt, on devait aménager un terrain destiné à recevoir les Expositions universelles, sur Pichelswerder (de), l'île située entre la Havel et le Stössen See : ceci nécessitait le curage des marécages alentour pour aménager un vaste plan d'eau.
Un concours spécifique pour la Hochschulstadt, ouvert à tous les architectes allemands, fut organisé en 1937. Dans l'énoncé du concours, il était précisé que par sa localisation, l'Université constituerait l'entrée de la capitale du Reich et que par conséquent il fallait donner aux édifices un caractère représentatif et une allure monumentale. Le style de construction et la nature des matériaux devaient permettre de répondre à une demande immédiate, mais aussi « d'être les témoins d'un grand passé, pour les siècles à venir ».
La clinique universitaire devait être construite à Ruhleben, à 1,5 km du campus, afin de bénéficier d'une grande surface, selon les plans de Hermann Distel, prévoyant un bâtiment central de 30 étages disposé en H. La façade de cet hôpital qui aurait sans doute été le plus grand d'Europe devait être en calcaire clair et en briques jaunes. Le style de cet hôpital n'aurait pas été différent de ceux construits à la même époque.

### Instituts de Grünewald
Au sud de la Hochschulstadt, le plan prévoyait la construction de trois instituts de recherche militaire : le premier relatif à la technique de l'armement, le second à l'armée de l'air, le troisième à la topographie militaire. Devaient également établis le Service des brevets du Reich et un institut d'ergonomie. Sur le plan daté de 1940, les bâtiments sont disposés autour d'une grande place rectangulaire ornée de fontaines et de plantations.
En relation avec ce complexe, devait être aménagé un grand édifice pour le Service des forêts du Reich et un musée de la chasse. Ces derniers furent dessinés par Friedrich Hetzelt, le premier avec selon une architecture richement décorée, le second beaucoup plus sobre.

### Espaces verts
De l'autre côté du périphérique, il était prévu des espaces verts, qu'un haut fonctionnaire des Eaux et Forêts, spécialement doté de pleins pouvoirs, avait déjà commencé à aménager, en transformant la forêt de conifères typique des paysages des Marches en une forêt d'arbres à feuilles caduques. Sur le modèle du bois de Boulogne parisien, le Grünewald devait être ouvert au public et offrir aux millions d'habitants de la capitale des sentiers de promenade, des aires de repos, des terrains de sport, des restaurants. Albert Speer fit planter des dizaines de milliers d'arbres feuillus afin de reconstituer l'ancienne forêt mixte déboisée par Frédéric II, pour le financement de ses guerres.
Les espaces verts motivés par des raisons hygiéniques, sociales et esthétiques étaient calqués sur la structure radiale du plan d'aménagement et constituent des surfaces cunéiformes orientées vers le centre. Le principal élément de liaison entre les espaces verts était la forêt. Terrains de sport et jardins d'ouvriers devaient constituer des espaces ouverts au sein d'un complexe forestier soigneusement aménagé. Les terrains de sport et les jardins potagers ne devaient pas être des enclaves accessibles aux seuls membres des clubs ou aux petits propriétaires, ils devaient être coupés par des sentiers et des allées qui auraient ouvert les terrains et contrarié l'impression d'exiguïté et de morcellement fréquemment ressentie dans ce type de site. Le tracé linéaire des sentiers et de trouées forestières était remplacé par des chemins, des allées cavalières et des pistes cyclables sinueux.

### Les faubourgs
Le GBI planifia de réaliser de grands secteurs d'habitation à la périphérie sud et est, comme Charlottenburg-nord et le secteur sud de Schöneberg, conçus pour être des faubourgs autonomes. Le quartier d'habitation le plus étendu était une ville satellite située sur l'axe sud, la Südstadt, conçue pour 210 000 habitants, non loin d'une zone industrielle devant créer 100 000 emplois. Le plan définitif, prévoyant des îlots d'habitations variant entre 100 mètres et 200 mètres de long autour de cours fermées ou en U, a été fortement modelé par des considérations esthétiques, avec de nombreuses réminiscences des villes créées au XVIe et au XVIIe siècle. Les crèches, les écoles, les foyers des jeunesses hitlériennes sont systématiquement rattachés aux espaces verts.
En plus des habitations, des espaces publics étaient prévus au sein de la Südstadt, conférant à cette dernière un caractère représentatif. Le stade devait être construit par Werner March, l'architecte du stade olympique. Il devait aussi réaliser une grande caserne au nord de la place des Défilés, située en face du stade. Il était prévu également d'y construire l'École des douanes du Reich et l'Académie technique de police. Au nord de ces deux bâtiments, se dressaient en vis-à-vis la Kriegsakademie des Heeres, dessinée par Hans Hermann Klaje et un grand immeuble de bureaux du ministère de l'Air, conçu par Sabegiel.
Il était prévu d'édifier le Haut-Commandement de la SS : celui-ci reproduit le plan classique des grands établissements militaires : une série de bâtiments groupés autour de grandes cours. L'ensemble est dominé par un édifice central dans l'axe de l'entrée principale. La plupart des motifs des façades sont décoratifs. À la base de l'édifice, s'étend un bas-relief de 4,5 mètres de haut sur 50 mètres de long ; les entrées des bâtiments latéraux sont aussi ornées de bas-reliefs. Par son architecture expressive et dynamique, combinant styles classique, baroque et expressionniste, le grand complexe SS rappelle davantage les constructions italiennes de l'époque que des autres réalisations architecturales du régime national-socialiste.
Enfin, les bâtiments de l'Office des assurances du Reich et celui des Archives du Reich devaient être édifiés également à la Südstadt.

## Réalisations

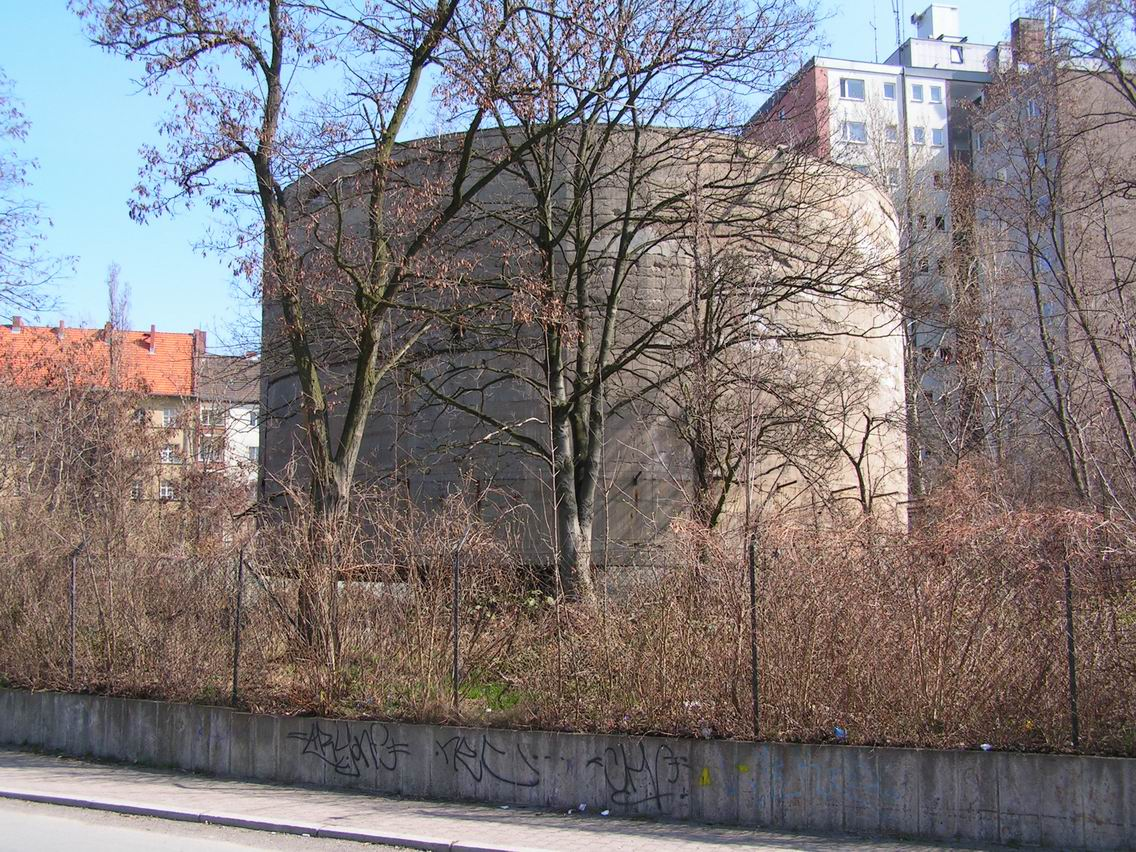
La Schwerbelastungskörper, bâtiment expérimental utilisé pour tester d'éventuels problèmes de structure.

Du fait de la guerre et de la défaite de l'Allemagne nationale-socialiste, seuls quelques éléments du projet ont été réalisés :
- la création d’un grand axe dans la ville, qui incluait l’élargissement de l’Unter den Linden ;
- la construction d'une autoroute sous l'axe est-ouest (dont 10 % ont été effectivement réalisés) ;
- le placement de la Siegessäule au centre de la ville, et loin du Reichstag où il était placé à l’origine, a été effectué ;
- le Stade olympique pour les Jeux olympiques d'été de 1936 ;
- la nouvelle Chancellerie qui comportait un vaste hall conçu pour être deux fois plus long que la galerie des Glaces du château de Versailles et qui fut détruite après la guerre, le marbre ayant été réutilisé pour bâtir le Mémorial soviétique de Tiergarten et pour la réfection de stations de métro.

## Uchronie
En 1992, Robert Harris, auteur du roman uchronique Fatherland, pose en principe que la vision de Hitler et de Speer sur Berlin reconstruit aurait été réalisée d’ici 1964.
Dans la série vidéo The Man in the High Castle, le Grand Dôme a été réalisé et comprend le cabinet de travail d'Hitler. Après l'assassinat de celui-ci et l'échec du coup d'État de Martin Heussmann, le nouveau Führer Heinrich Himmler y prononce un discours devant sa garde prétorienne et en présence de l'Obergruppenführer John Smith.
Dans la bande dessinée uchronique Block 109 une série créée par Vincent Brugeas, on trouve de très nombreuses références à cette architecture nazie.
Paru en 2019, Le Traité de Germania est une uchronie écrite par Matthieu Gouton, qui prend place au tournant des années 2020 dans un monde où l'Allemagne nazie a gagné la Seconde Guerre mondiale. Bien que les évènements du livre prennent place dans les Alpes bavaroises lors d'une conférence du G7 Axe, les nombreuses références à Germania permettent au lecteur de découvrir en détail la capitale du Reich et le siège du bloc national-socialiste.